# Jardins de Joan Maragall
Els Jardins de Joan Maragall envolten l'edifici del Palauet Albéniz i estan situats la muntanya de Montjuïc de Barcelona, entre l'Estadi de Montjuïc i el Palau Nacional. Disposen d'avingudes arbrades, àmplies extensions de gespa, parterres de broderie, més de 30 escultures a l'aire lliure i fonts ornamentals.

## Història
Els actuals Jardins de Joan Maragall tenen el seu origen en els que van ser dissenyats per Jean Claude Nicolas Forestier al voltant del Pavelló Reial que es va construir dins el recinte de l'Exposició Internacional de 1929. En aquest indret també es construí el Palau de les Missions. Aquest palau, que durant l'Exposició del 29 havia servit per acollir la representació de les missions religioses espanyoles repartides pel món, canviaria radicalment d'ús en els anys següents. Durant la Guerra Civil tant el Palau de Missions com el de Comunicacions es van convertir en presó temporal de refugiats i presoners polítics. Després de l'entrada de les tropes franquistes a Barcelona es va utilitzar com a camp de concentració per als vençuts. Els detinguts eren interrogats i després els duien, molts cops a peu i lligats amb una corda, cap a la presó Model (homes) o a la de les Corts (dones), o bé cap als camps de concentració del Cànem (Poblenou), de la Vall d'Hebron o del Palau de Missions a Montjuïc. Allí restaven fins que el Consell de Guerra els enviava al Camp de la Bota (per afusellar-los), al batalló de treballadors o al penal. Amb motiu del XXXV Congrés Eucarístic Internacional de 1952, l'Ajuntament de Barcelona havia de trobar un lloc on allotjar el seguici pontifici que visitaria la ciutat, i es va pensar en el pavelló Albéniz. D'altra banda, al veí Palau de les Missions se li encomanà un altre ús. La celebració del Congrés Internacional va incrementar l'arribada d'immigrants a Barcelona, que fugien de la fam d'una llarga postguerra. El governador civil, Felipe Acedo Colunga, va donar l'ordre que totes les persones que arribessin a la ciutat i no poguessin acreditar mitjans ni justificar un domicili estable es posessin a disposició de l'autoritat (Ley de vagos y maleantes). Així doncs, des de 1953 es va habilitar el Palau de les Missions de Montjuïc com a centre de retenció d'immigrants. Allà, lluny de la ciutat i dels seus habitants, havien d'esperar a ser retornats als seus llocs d'origen. Es calcula que entre el 1952 i el 1957 hi va haver unes 15.000 persones deportades.
No va ser fins a l'abril de 1957 que, Josep Maria Porcioles, recent estrenat alcalde de Barcelona, va anunciar la seva idea de convertir el pavelló Albéniz en residència per a hostes il·lustres de la ciutat. L'any 1961 es van iniciar unes obres d'ampliació i millora, de vegades molt discutides, que es van allargar durant 5 anys. A la cúpula central del vestíbul de l'entrada, el 1969 es va col·locar un fresc pintat per Salvador Dalí. A l'exterior, per donar més categoria a l'entrada posterior del Palauet Albéniz, els arquitectes Ignasi Serra i Goday i Ros de Ramis, van demanar instal·lar dos lleons que es trobaven al Palau de Pedralbes. Un any més tard es van ampliar els jardins amb el disseny actual, obra de l'arquitecte paisatgista Joaquim M. Casamor i d'Espona del Servei de Parcs i Jardins de Barcelona, i finalment, el 23 de juny de 1970 es va inaugurar el nou Palauet Albéniz amb la presència del caudillo, Francisco Franco, i representants del govern espanyol. Els jardins van passar a anomenar-se Joan Maragall, que juntament amb els Jardins de Mossen Cinto Verdaguer i els de Mossèn Costa i Llobera són els tres jardins de Montjuïc que es dedicaren durant aquella dècada a poetes catalans, als quals s'afegiren posteriorment els Jardins de Joan Brossa. Es partia dels antics jardins del Palauet Albéniz, però s'ampliava fins a 3 vegades el solar inicial en ocupar també els espais que havien deixat l'enderroc dels palaus d'Art Modern i el de les Missions.

## Els espais enjardinats
Actualment ocupa quatre hectàrees i mitja, que es divideixen en tres zones diferenciades.
La primera queda davant de la nova façana del Palauet Albéniz. Just al davant de la porta principal trobem un conjunt de fonts amb sortidors, salts d'aigua i escultures, que acaba en un monticle amb l'estàtua Susanna al bany, de l'escultor francès Theophile Eugène Victor Barrau, dins una espècie de glorieta. D'aquí parteix un segon conjunt de sortidors i salts d'aigua que arriba fins davant mateix de l'edifici del Palau Nacional de Catalunya (avui seu del MNAC), situat fora del recinte dels jardins. La distribució de l'espai d'aquesta zona és d'un marcat estil francès.
Una segona zona l'ocupa la zona enjardinada que queda a ambdós costats de l'antic edifici. Aquí s'ha mantingut la mateixa ordenació que tenia el jardí de 1929, tot i que es va ampliar i s'hi van incloure noves escultures. En els laterals de l'edifici, davant les vidrieres del cos central, hi ha dues fonts, una a cada banda de l'edifici, amb escultures de nens tritons. De la mateixa forma, però una mica més properes al palau, també s'hi pot trobar a cada banda la figura d'una dona ajaguda realitzada per Enric Monjo.
La darrera zona, antics vivers municipals, queda més al nord, on hi ha l'ermita de Santa Madrona. És una zona força extensa que presenta un notable desnivell. Aquest desnivell es va aprofitar per crear un escenari a l'aire lliure a la zona més baixa i propera al Palau Nacional, mentre que la més alta la presideix l'escultura d'una dona, Serena, de Pilar Francesch, envoltada per un peristil. El conjunt d'escultures es va triar tenint en compte l'estil d'enjardinament i remarcant la temàtica femenina. En molts casos es van aprofitar obres del fons del Museu Nacional d'Art de Catalunya (MNAC), mentre que en d'altres es van fer per encàrrec.
Casamor va ser molt respectuós amb l'entorn existent, i va obtenir com a resultat un espai idoni per a recepcions i activitats de caràcter institucional.

## Vegetació
La vegetació dels Jardins de Joan Maragall és rica en espècies i un bon exemple de la jardineria de principis del segle xx. Hi ha til·lers i magnòlies flanquejant les avingudes, i grans exemplars de coníferes, com el cedre del Líban, el cedre de l'Himalaia, el pi pinyer, el pi blanc, la pinassa, el xiprer, el xiprer d'Arizona (Cupressus glabra) i el xiprer de Monterrey.
També hi ha espècies mediterrànies com l'olivera i l'alzina, i d'altres poc freqüents com les Cycas revoluta, Trachycarpus fortunei i Rhapis excelsa. En una placeta al costat del palauet hi destaca un ginjoler inclòs al catàleg d'Arbres d'Interès Local de Barcelona. Hi ha diverses espècies de pollancres (Populus alba, Populus alba pyramidalis, Populus simonii i Populus x canadensis) i també exemplars de taronger, om i pebrer bord.

## Escultures
Als Jardins de Joan Maragall hi ha 32 escultures de diferents èpoques i autors. Hi destaquen Noia ajaguda (1950) de Joan Rebull, Nu a l'estany (1970) d'Antoni Casamor, Cérvols (1967) de Frederic Marès, L'aiguadera (1862) de Louis Sauregeau, Dos tritons (1929) de Josep Viladomat, Susanna al bany de Theophile Eugène Víctor Barrau, Al·legoria a la sardana (1965) d'Ernest Maragall, dos nus femenins anomenats Dona a la cascada (1970) i un Nu femení (1965) d'Eulàlia Fàbregas de Sentmenat, Serena (1970) de Pilar Francesch, Noia amb casquet de bany (1970) de Marifé Tey, Dona ajaguda (1970) d'Enric Monjo, i Dona amb nena i Dona amb nen (1970) de Luisa Granero.

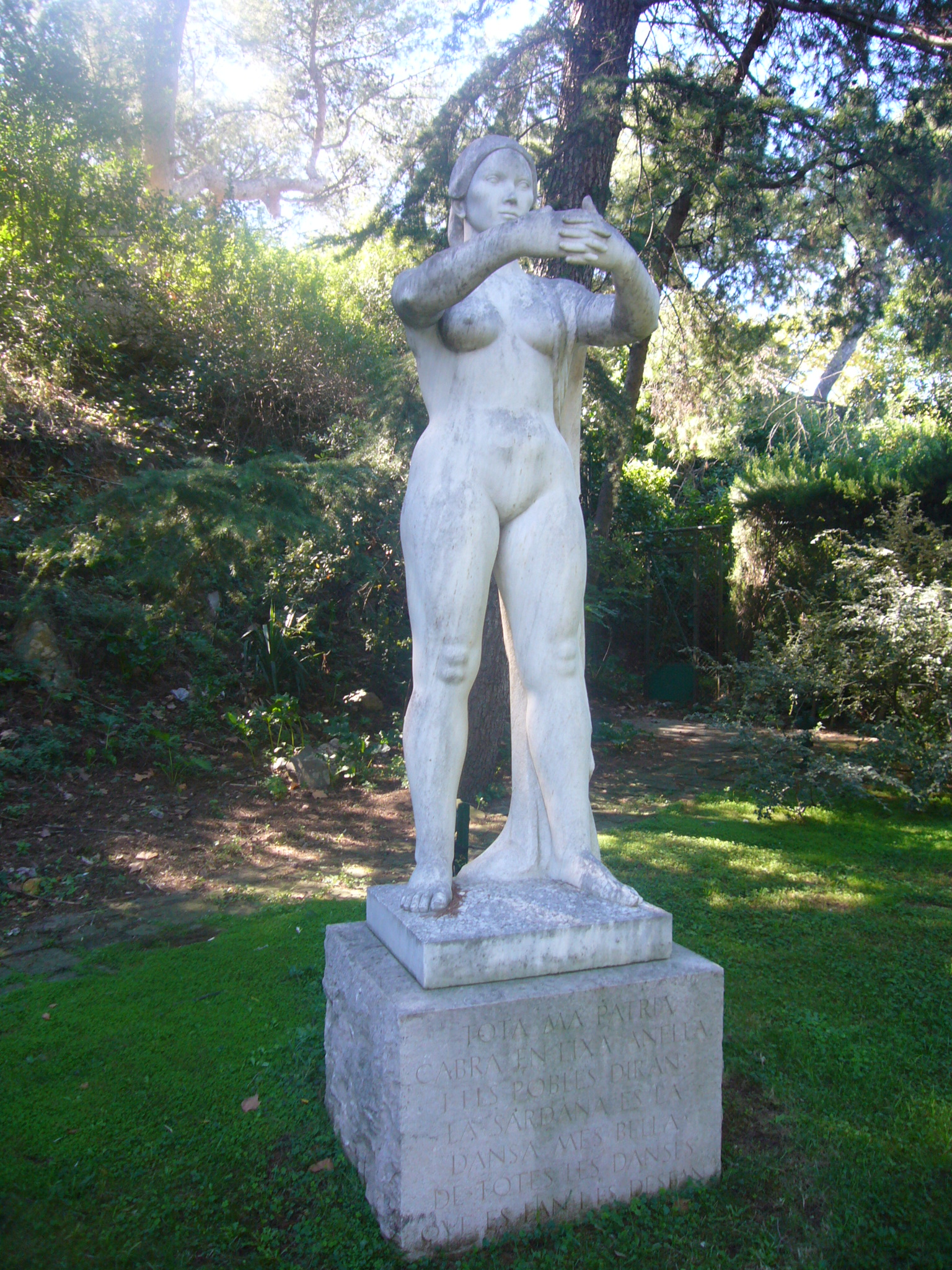
"Al·legoria a la sardana" (1965). Ernest Maragall
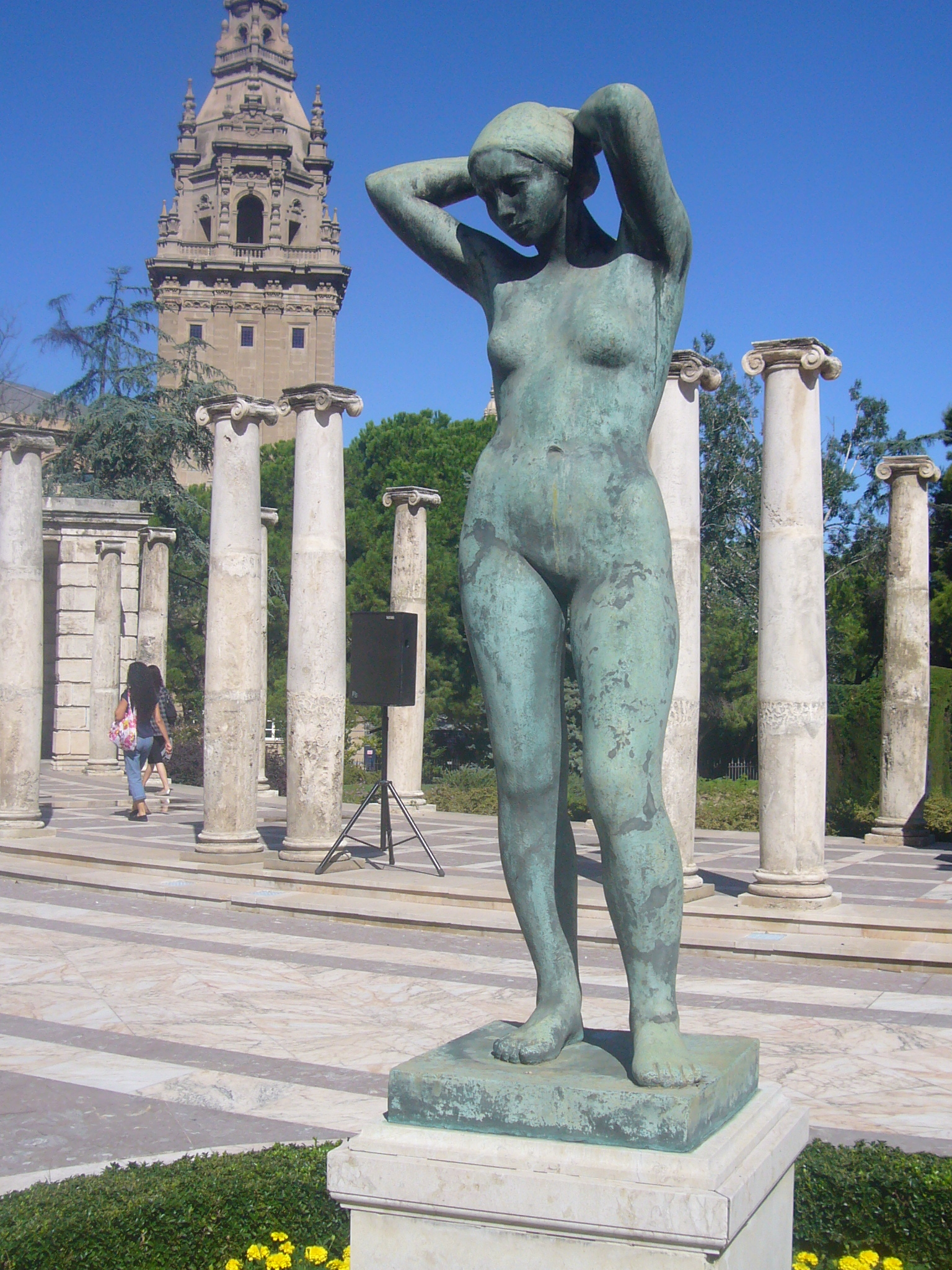
"Serena" (1970). Pilar Francesch Ventalló
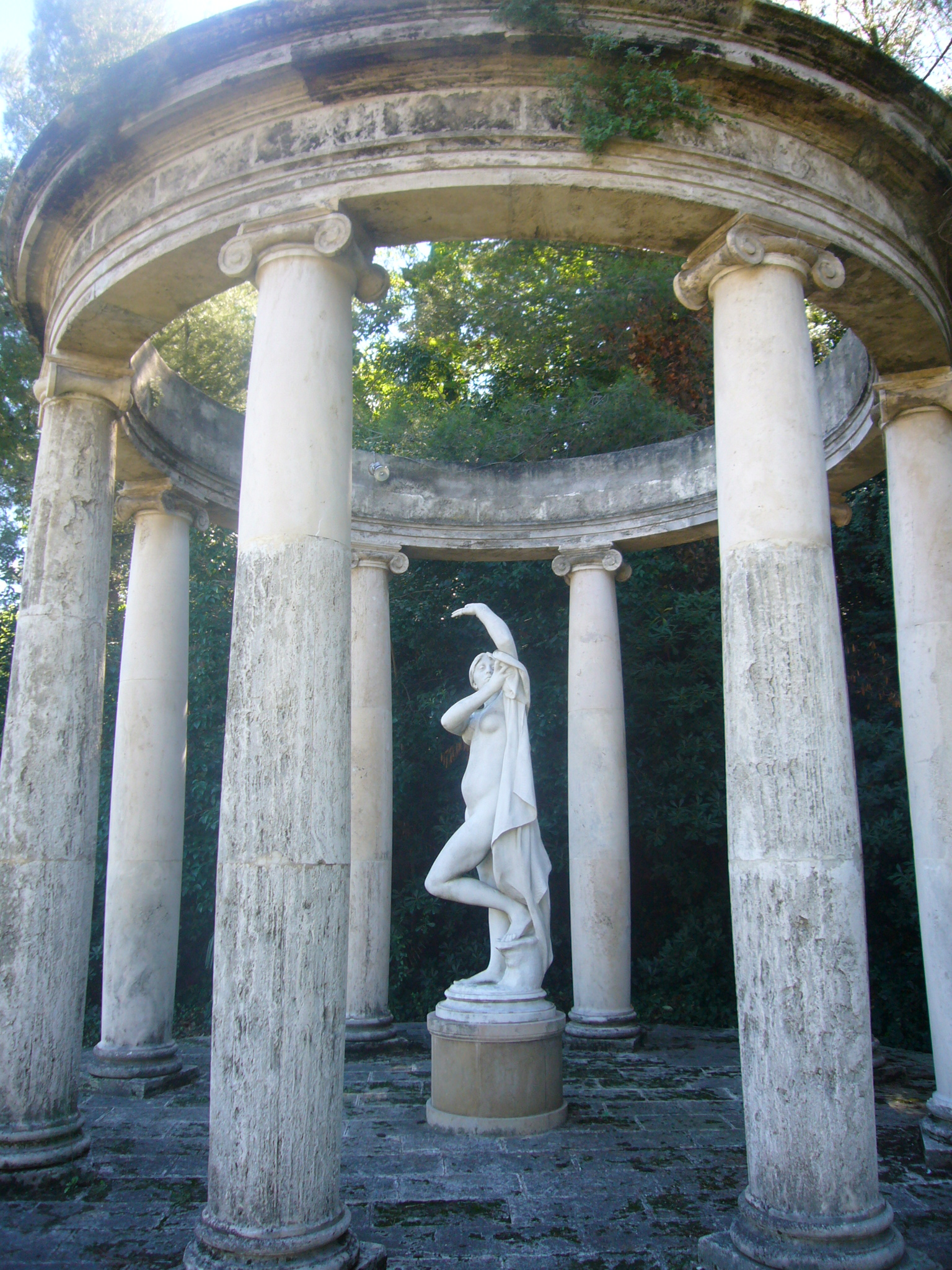
"Susana al bany" (1896). Teòfil Eugeni Víctor Barrau
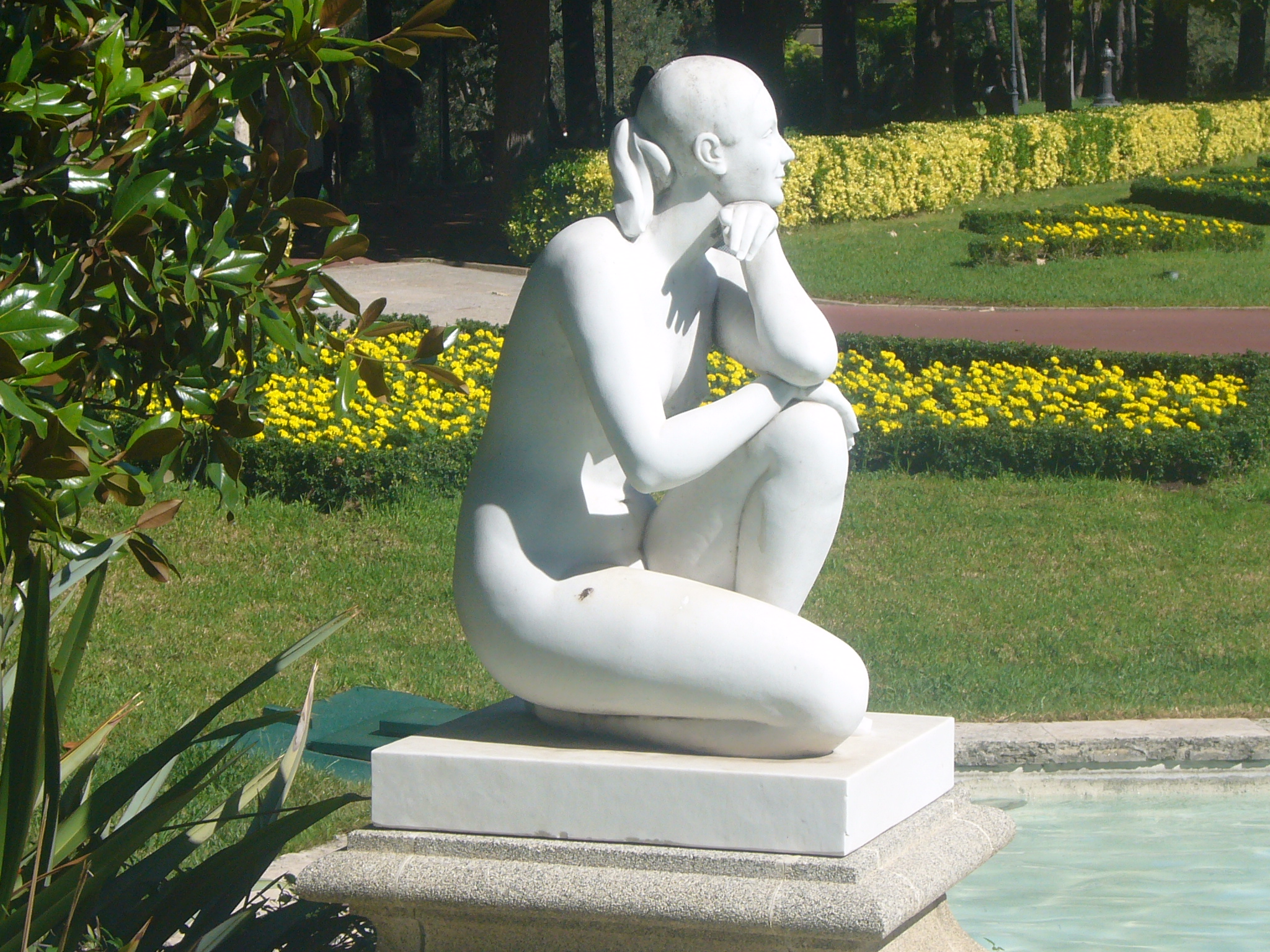
"Dona a la cascada" (1970). Eulàlia Fàbregas de Sentmenat
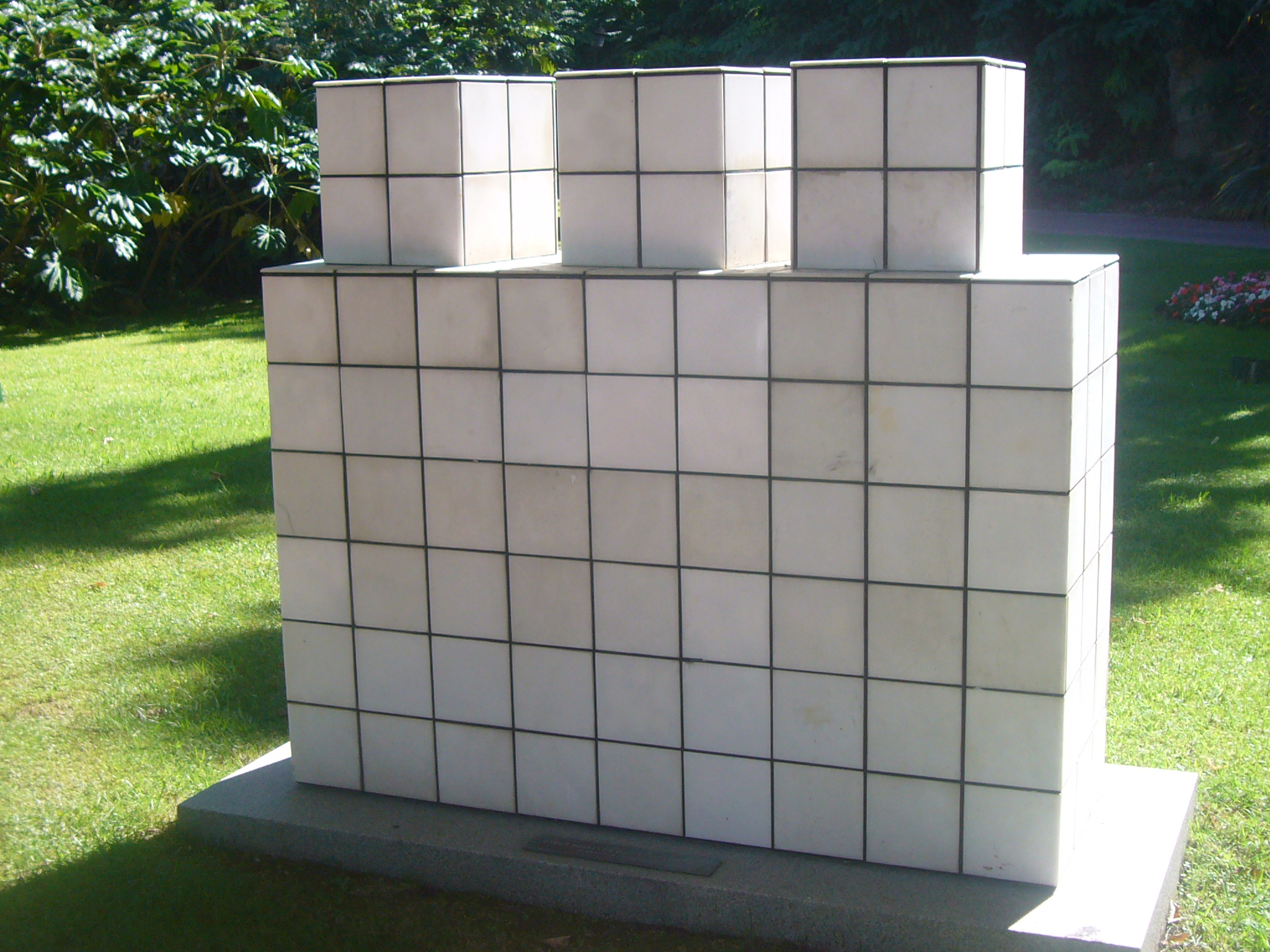
"Stèle pour les droits de l'homme" (1990). Jean-Pierre Raynaud
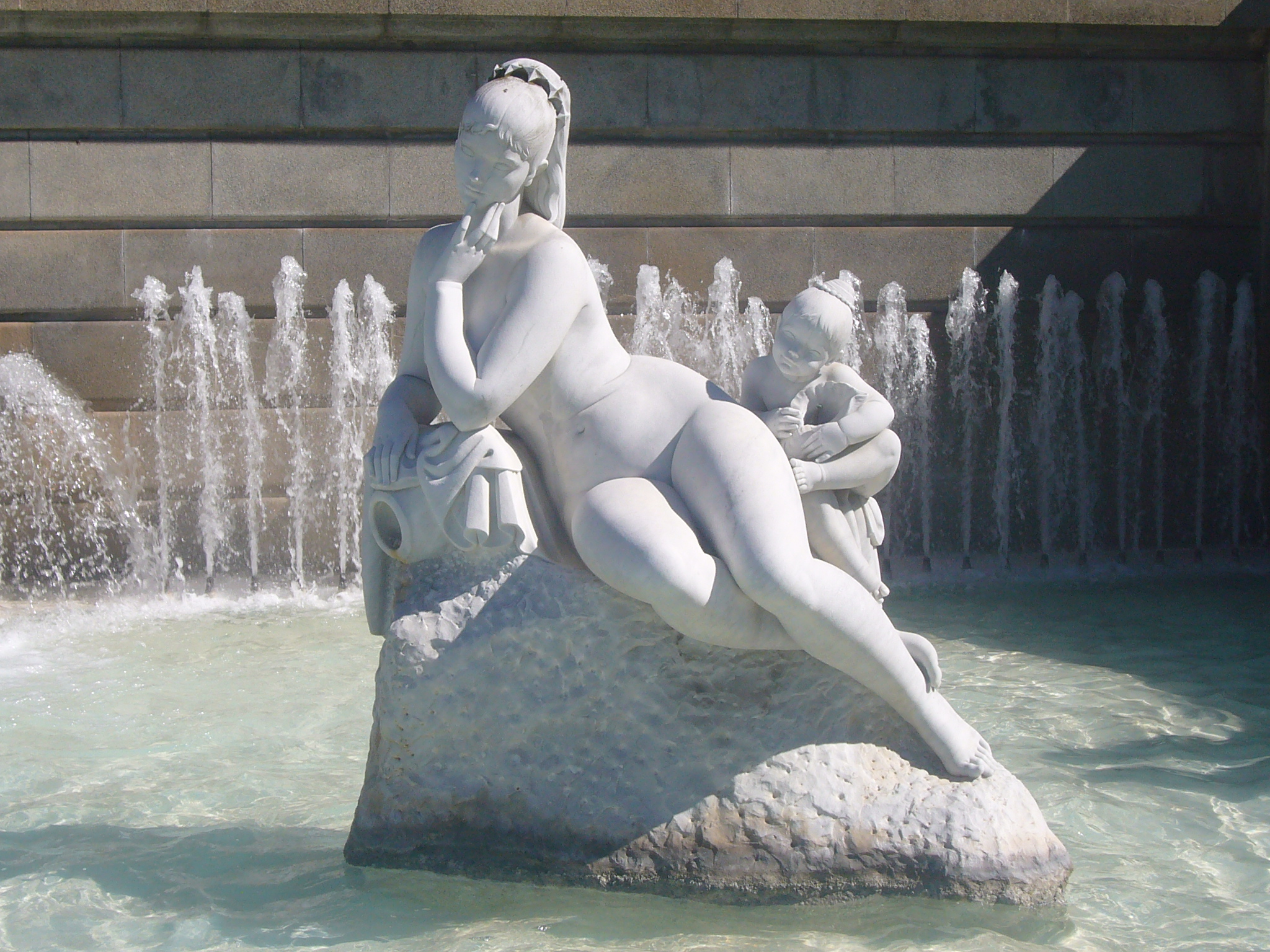
"Dona amb nen" (1970). Lluïsa Granero
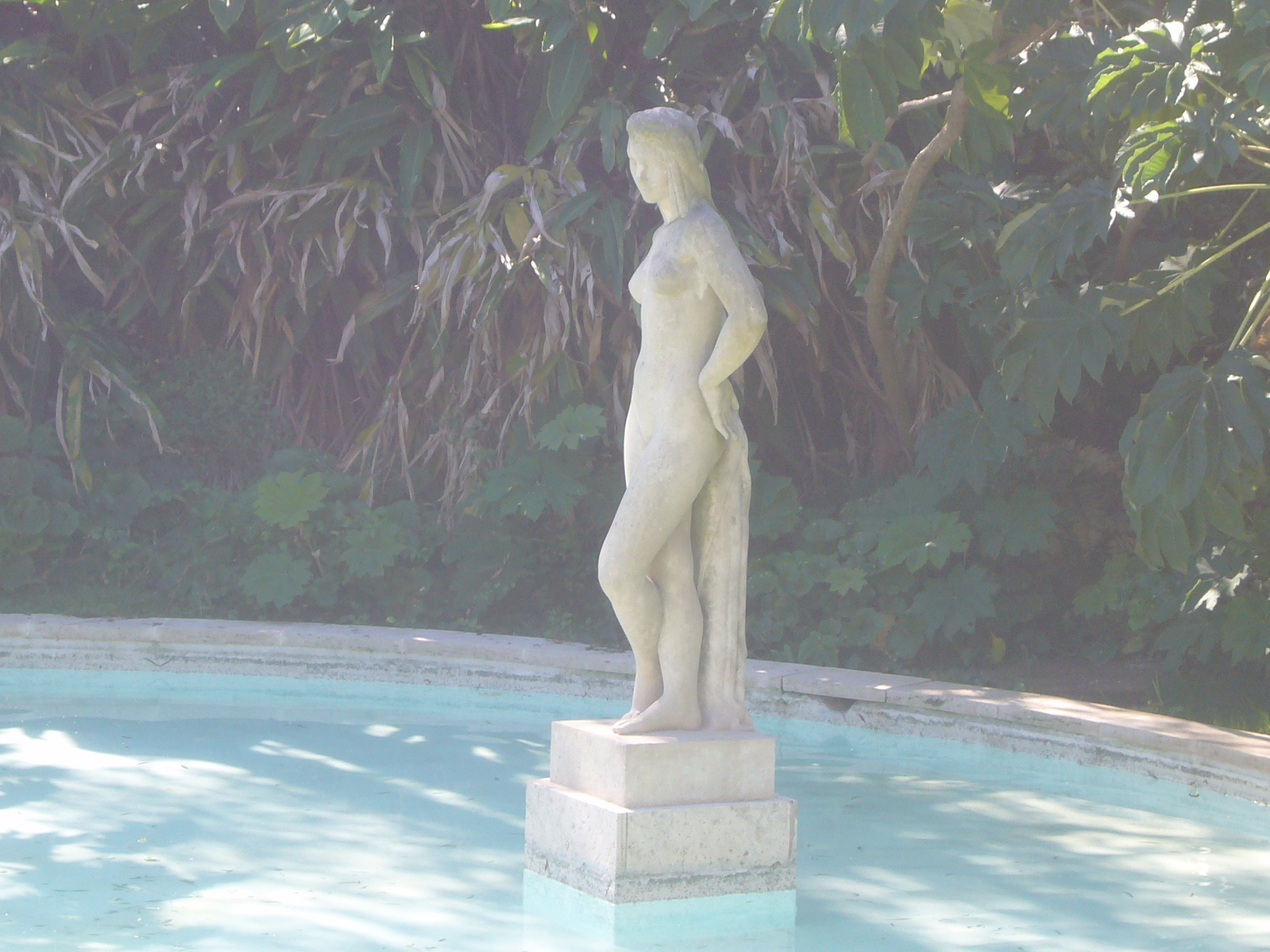
"Nu a l'estany" (1970). Antoni Casamor
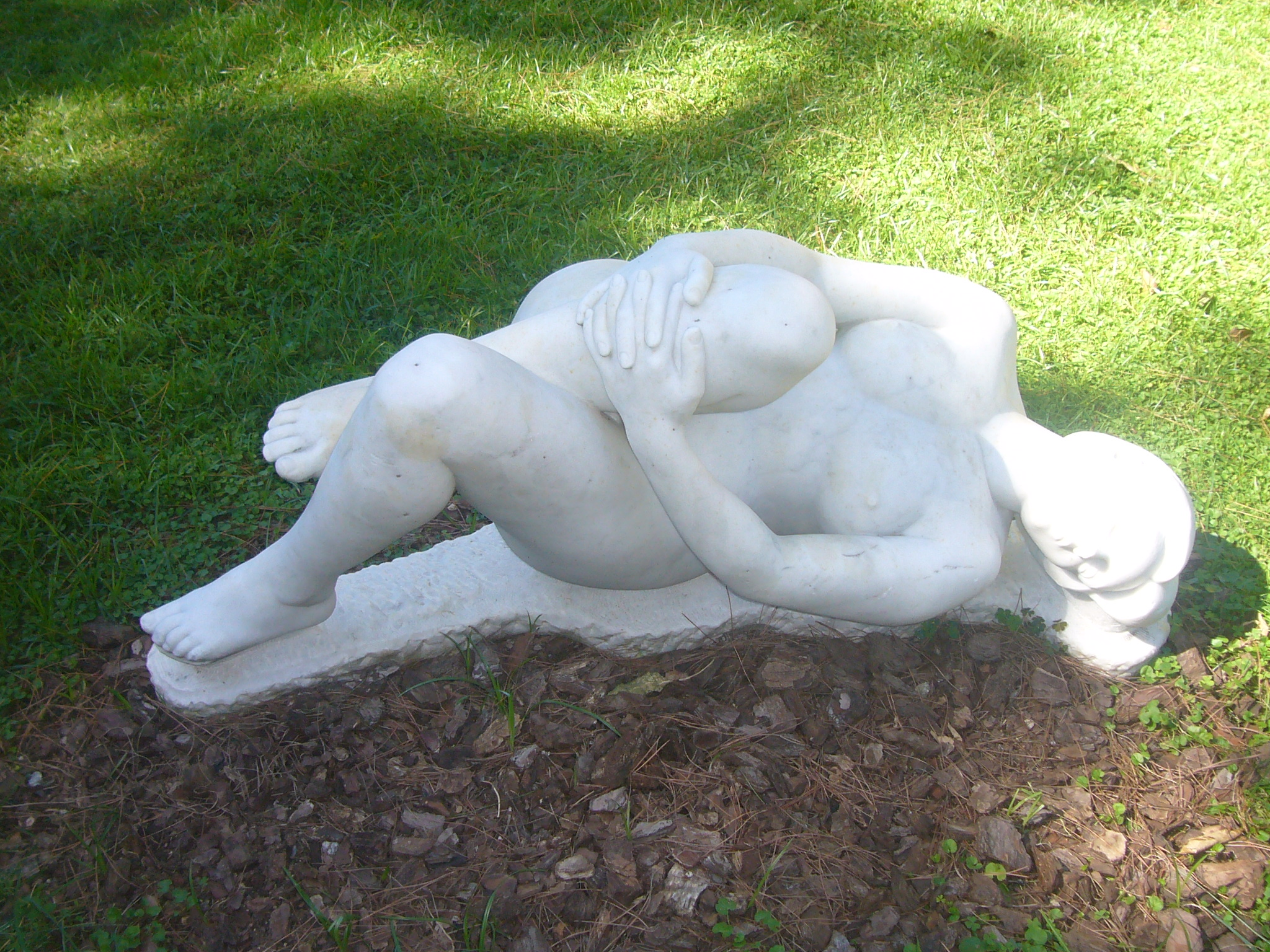
"Dona ajaguda" (1950). Joan Rebull
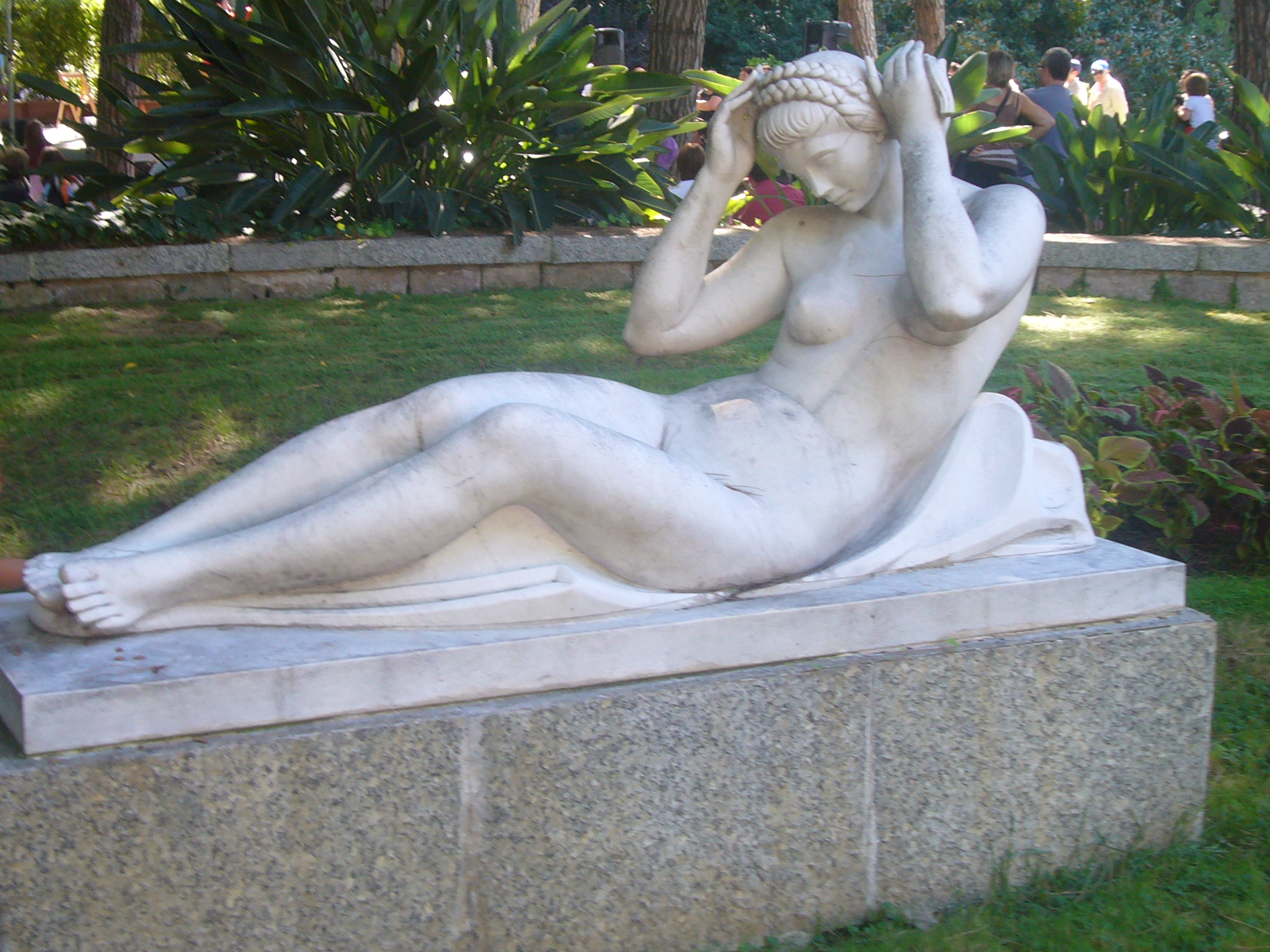
"Dona ajaguda" (1970). Enric Monjo
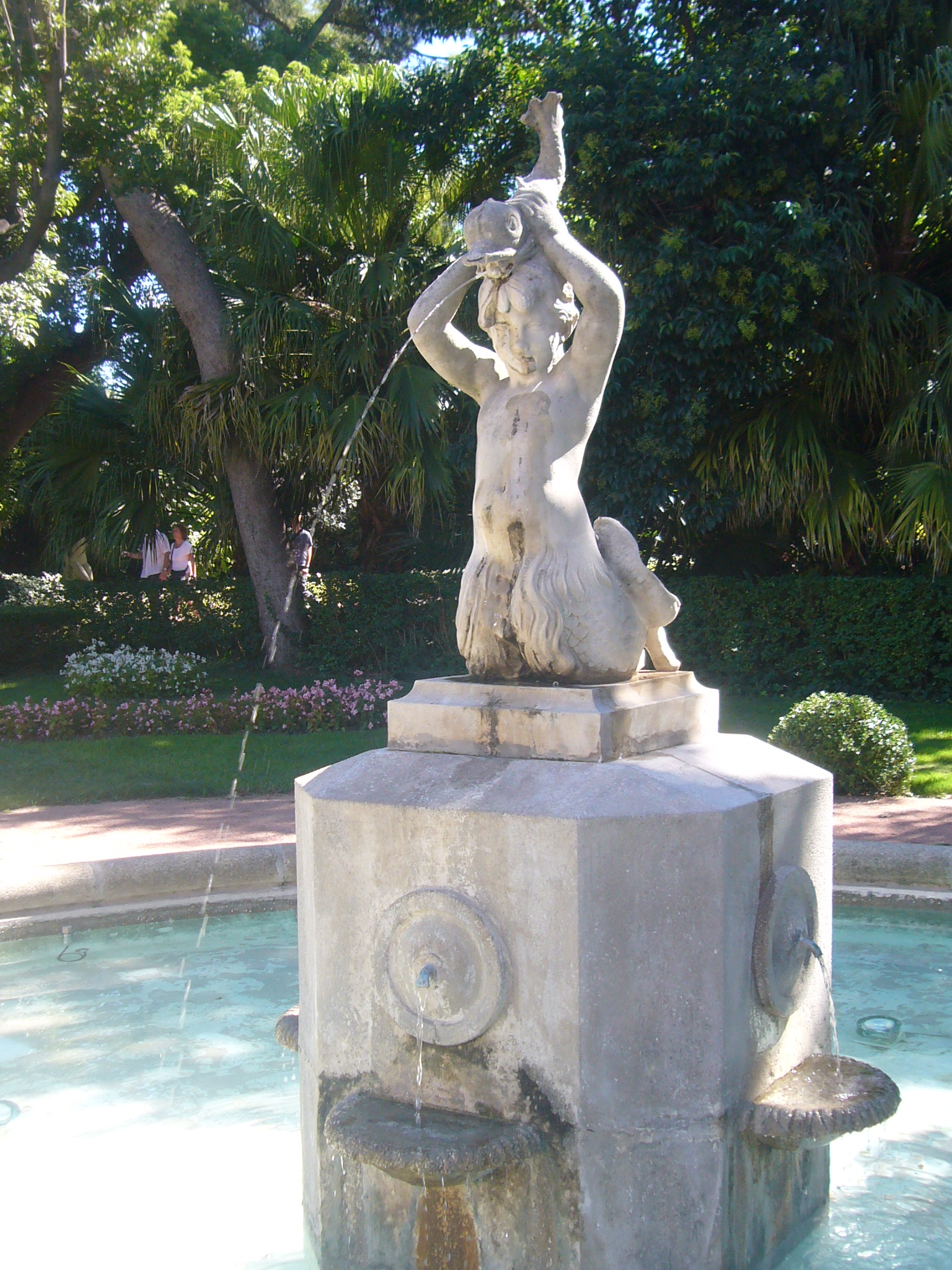
"Tritó" (1929). Josep Viladomat
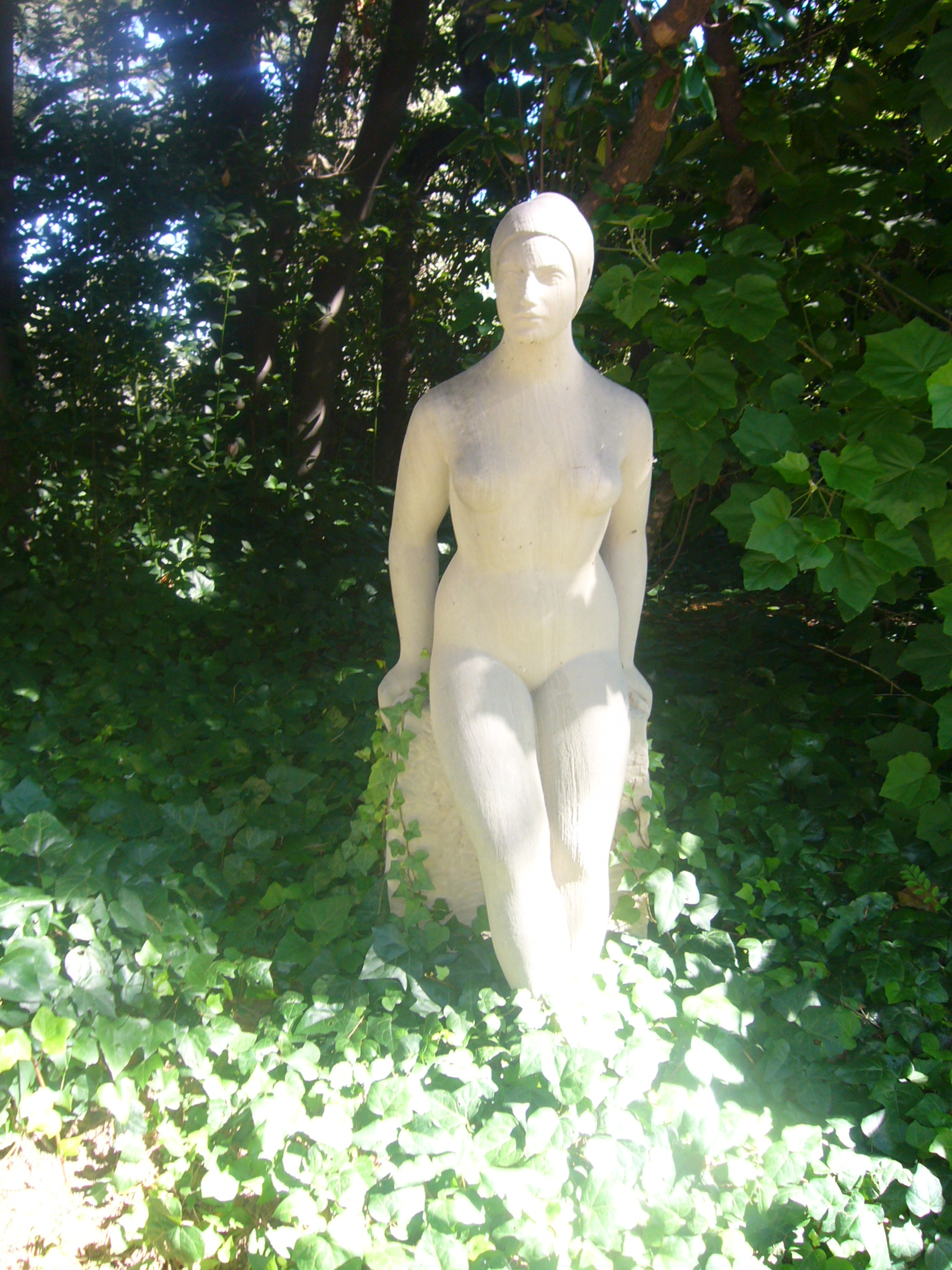
"Noia amb casquet de bany" (1970). Marifé Tey
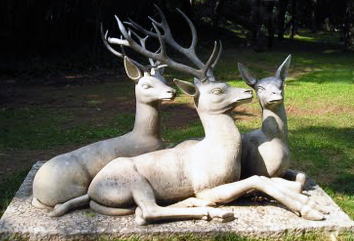
"Cérvols" (1967). Frederic Marès